# Abacena stenula
Abacena stenula là một loài bướm đêm trong họ Noctuidae.